# Amastus subtenuimargo
Amastus subtenuimargo là một loài bướm đêm thuộc phân họ Arctiinae, họ Erebidae.